# Marco Tamberi
Marco Tamberi (né le 30 juillet 1957 à Ancône) est un athlète italien, spécialiste du saut en hauteur entre 1980 et 1984.

## Biographie
Marco Tamberi a été 11 fois membre de l'équipe nationale. Il réalise 2,27 m en 1983 à Udine et 2,28 m en salle la même année.
Deux fois recordman italien en salle avec 2,26 m i en 1980 à Sindelfingen (5e aux Championnats d'Europe en salle) puis 2,28 m à Gênes le 2 février 1983, il avait été finaliste lors des Jeux olympiques à Moscou en 1980 en réussissant 2,21 m en qualification et 2,15 m en finale (15e). 
Renversé par un camion en 1984, la section de son tendon d'Achille arrête prématurément sa carrière. C'est le père de Gianmarco Tamberi, également sauteur en hauteur, et de Gianluca Tamberi, recordman italien du javelot.